# Sân bay Fertőszentmiklós
Sân bay Fertőszentmiklós (ICAO: LHFM), cũng có tên gọi là Sân bay Meidl, là một sân bay ở tây nam Fertőszentmiklós, một thành phố ở Győr-Moson-Sopron, Hungary, gần biên giới với Áo.
Sânbay này có độ cao 440 ft trên mực nước biển. Sân bay có một đường băng 16/34 bề mặt asphalt kích thước 985 nhân 23 mét (3.232 ft × 75 ft).